# Speyeria macaria
Speyeria macaria är en fjärilsart som beskrevs av Edwards 1877. Speyeria macaria ingår i släktet Speyeria och familjen praktfjärilar. Inga underarter finns listade i Catalogue of Life.